# Paracedicus feti
Espèce
Paracedicus feti est une espèce d'araignées aranéomorphes de la famille des Desidae.

## Distribution
Cette espèce est endémique d'Azerbaïdjan. Elle se rencontre vers la péninsule d'Abşeron.

## Description
Les mâles mesurent de 5,88 à 6,50 mm et les femelles de 6,25 à 6,60 mm.

## Systématique et taxinomie
Cette espèce a été décrite par Marusik et Guseinov en 2003.

## Étymologie
Cette espèce est nommée en l'honneur de Victor Fet.

## Publication originale
- Marusik & Guseinov, 2003 : « Spiders (Arachnida: Aranei) of Azerbaijan. 1. New family and genus records. » Arthropoda Selecta, vol. 12, no 1, p. 29-46 (texte intégral).